# فاراب (خنداب)
فاراب روستایی در دهستان خنداب بخش مرکزی شهرستان خنداب استان مرکزی ایران است.

## جمعیت
بر پایه سرشماری عمومی نفوس و مسکن در سال ۱۳۹۵ جمعیت این روستا ۱۰۷ نفر (۳۹خانوار) بوده‌است.